# Годовников (хутор)
Годовников (также Городовиков) — хутор в Апшеронском районе Краснодарского края России. Входит в состав Новополянского сельского поселения.

## География
Хутор расположен на левом берегу реки Пшеха, в 7 км к северо-востоку от центра сельского поселения — Новые поляны и 12 км к юго-востоку от города Апшеронск. 

## Население
| 2002 | 2010 |
| ---- | ---- |
| 11   | ↗12  |

## Улицы
В хуторе всего одна улица — Мира.